# Animal (película de 2018)
Animal es una película argentina de drama que se estrenó el 24 de mayo de 2018 coescrita por los ganadores del Óscar Nicolás Giacobone y Armando Bó Jr. siendo dirigida y a su vez producida por este último. La cinta está protagonizada por Guillermo Francella y Carla Peterson.

## Trama
Antonio Decoud tiene la vida perfecta, una esposa e hijos que lo aman, un gran trabajo y una casa hermosa. Pero un día se entera de que necesita con urgencia un trasplante de riñón

## Reparto
- Guillermo Francella como Antonio Decoud.
- Carla Peterson como Susana Decoud.
- Gloria Carrá como Josefina Hertz.
- Marcelo Subiotto como Gabriel Hertz.
- Mercedes De Santis como Lucy Villar.
- Federico Salles como Elías Montero.
- Majo Chicar como Linda Decoud.
- Joaquín Flamini como Tomás Decoud.
- Mariana Genesio Peña como una prostituta.

## Tráiler
Se presentó por primera vez un primer adelanto o teaser oficial de la película en marzo, anunciando el estreno el 24 de mayo de 2018.